# 이노우에 마사토
이노우에 마사토(일본어: 井上正任, 1630년 ~ 1701년 1월 24일)는 에도 시대 전기의 다이묘이다. 히타치 가사마번 제2대 번주, 미노 구조번 초대 번주를 지냈다. 하마마쓰번 이노우에가 제3대 당주.
| 전임 이노우에 마사토시 | 제2대 가사마번 번주 (이노우에가) 1669년 ~ 1692년 | 후임 혼조 무네스케 |

| 전임 엔도 쓰네히사 | 제1대 구조번 (하치만번) 번주 (이노우에가) 1692년 ~ 1693년 | 후임 이노우에 마사미네 |